# Ballinamallard United Football Club
El Ballinamallard United Football Club es un club de fútbol de Irlanda del Norte, con sede en Ballinamallard, Condado de Fermanagh. Fue fundado en el año 1975, y compite en la NIFL Championship, segunda categoría del fútbol norirlandés.

## Historia
Durante 2008-09 y la primera parte de 2009-10, el club jugó en Holm Park, el hogar de la ciudad de Armagh, mientras Ferney Parque fue traído a la altura del Campeonato. Primer partido del club de nuevo en su propia tierra fue el 5 de diciembre de 2009.
El 31 de marzo de 2012, el club consiguió el ascenso a la máxima categoría del fútbol de Irlanda del Norte por primera vez en su historia. Una victoria por 3-2 sobre Bangor aseguró el 2011-12 Campeonato IFA 1 título y el ascenso a la 2012-13 IFA Premiership. Se convirtieron en el primer equipo desde el Condado de Fermanagh a jugar al fútbol de alto nivel.
En su primera temporada en la Premier League el objetivo era evitar el descenso. Sin embargo, se superaron todas las expectativas, terminando quinto en la tabla. Su destacan los resultados durante la temporada incluyó un 1-0 Liga de Campeones victoria ante eventuales Cliftonville F.C. en el Solitude en septiembre de 2012. También derrotó a los campeones reinantes Linfield dos veces en Windsor Park, 3-1 en octubre de 2012 y 1-0 en el partido después de la escisión en abril de 2013.

## Palmarés

### Torneos nacionales
- Segunda División (2): 2002-03, 2011-12

### Torneos regionales
- North West Senior Cup (2): 2019-20, 2022-23